# Grassmoor, Hasland and Winsick
Grassmoor, Hasland and Winsick är en civil parish i Storbritannien.   Den ligger i distriktet North East Derbyshire i grevskapet Derbyshire i England, i den södra delen av landet, 210 km norr om huvudstaden London. Orten har 3 360 invånare (2011).